# Q8 (Marke)

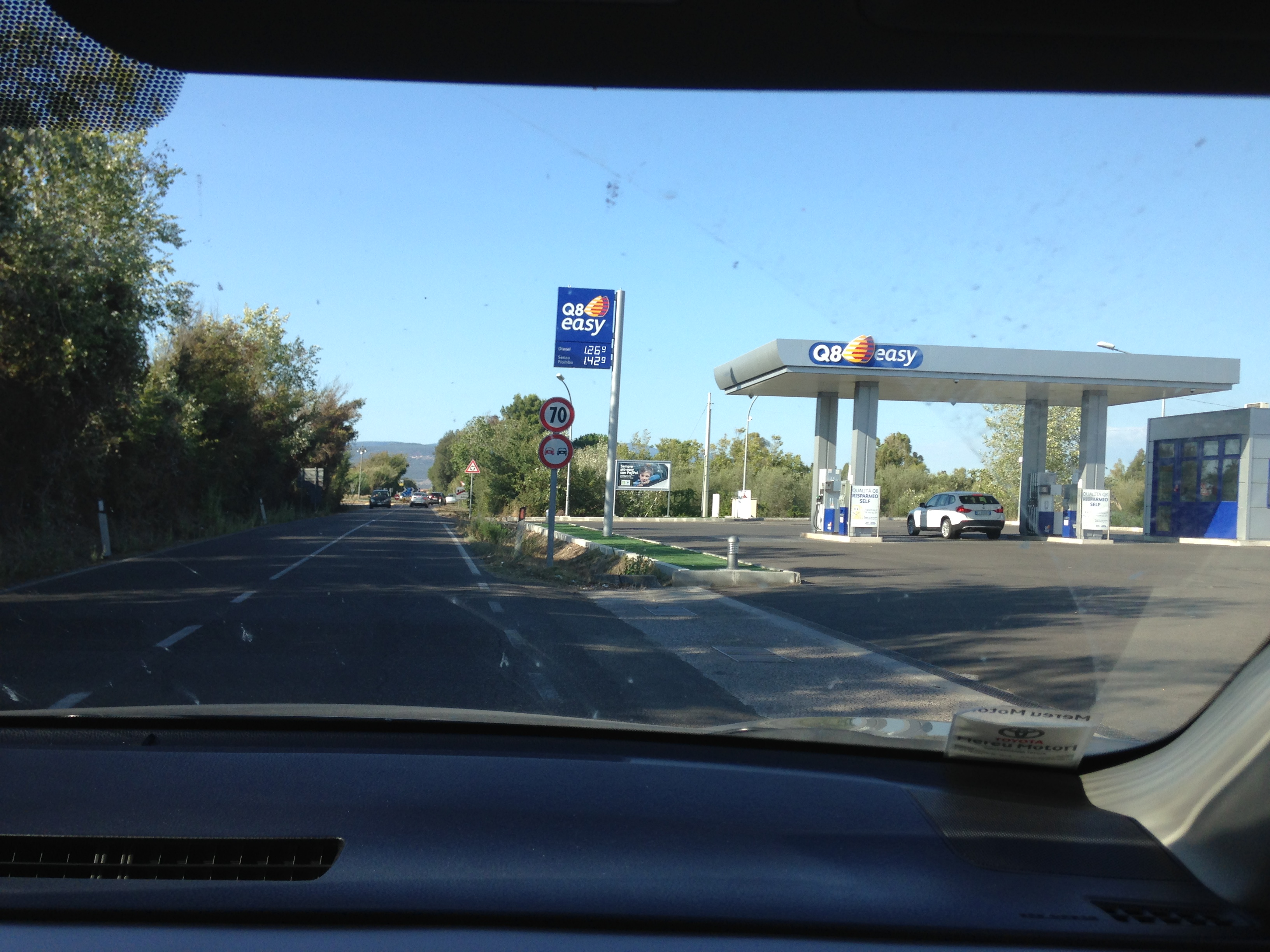
Q8 Tankstelle Nurachi (Italien)

Q8 (lautsprachlich für Kuwait) ist die Handelsmarke von Kuwait Petroleum International einer Tochtergesellschaft der Kuwait Petroleum Corporation (KPC) die zu den größten nationalen Ölgesellschaften der Welt zählt. 1983 wurde KPI von KPC gegründet, um den Großteil der zuvor erworbenen Raffinerie- und Marketingaktivitäten von Gulf Oil in Westeuropa sowie die dänischen Aktivitäten von BP, zu verwalten. Unter ihren Marken Q8, Q8Easy und Tango betreibt KPI ein Netz von 4.573 eigenen Tankstellen in Europa, und weiteren 812 Tankstellen in Partnerschaft, insgesamt etwa 5.385 Tankstellen in neun Ländern. Zusätzlich beliefert Q8 über 70 Fluggesellschaften an den wichtigsten Flughafendrehkreuzen mit Kerosin. Darüber hinaus betreibt das Unternehmen zwei Schmierstoffmischanlagen in Belgien und Italien unter der Marke Q8Oils und besitzt Anteile an drei Joint-Venture-Raffinerien in Italien, Vietnam und Oman.

## Geschichte
Kuwait Petroleum International (KPI) wurde am 3. Februar 1983 gegründet, als KPC die Raffinerie- und Marketingaktivitäten von Gulf Oil inn den Benelux-Ländern, Schweden und Dänemark übernahm. Das Unternehmen richtete seinen Hauptsitz in London ein, um diese Vermögenswerte zu verwalten. 1984 erfolgte Erwerb von Gulf Oil in Italien sowie 1986 der Erwerb von Hays Petroleum Services (das zuvor im Besitz des Kuwait Investment Office war und die Marke Pace Petroleum verwendete) und des Tankstellennetzwerks Ultramar im Vereinigten Königreich, gleichzeitig wurden alle Tankstellen in Q8 umbenannt. Daraufhin wuchs Q8 stetig durch Zukäufe anderer Tankstellennetzwerke.
1987 wurde BP in Dänemark, sowie die sowjetisch kontrollierten Nafta in Großbritannien erworben. 1990 wurden die Tankstellen von Mobil Oil in Italien gekauft und 1997 ein Joint Venture mit Agip (später an ENI verkauft)  für die Raffinerie Milazzo in Sizilien geschlossen. Im folgenden Jahr wurde ein Joint Venture mit OK Petroleum in Schweden geschlossen und die Marke OKQ8 in Schweden eingeführt. 1998 wurde BP Retail Belgien und im darauffolgenden Jahr Aral Belgien übernommen. 2004 kam es zu der Übernahme der unbemannten Tango-Tankstellen von Petroplus in den Niederlanden (62 Tankstellen), Belgien (4 Tankstellen) und Spanien (1 Tankstelle); diese wurden nun in der Regel unter der Marke „Q8 Easy“ geführt. 2004 wurden die britischen Aktivitäten an ein Konsortium, das unter dem Namen Pace Petroleum firmiert, abgestoßen. 2005 wurde der thailändischen Betrieb an das malaysische Unternehmen Petronas veräußert. 2006 wurde der deutsche Betrieb (mit 37 Tankstellen unter der Marke Markant) an die Westfalen AG verkauft. 2017 Ankündigung eines Joint Ventures zwischen Kuwait Petroleum International und OQ für die Entwicklung des Raffinerie- und Petrochemiekomplexes in Duqm. Im selben Jahr begann die OQ-Tochtergesellschaft Oman Tank Terminal Company (OTTCO) mit dem Bau eines Rohöllagerterminals bei Raz Markaz.